# Simion Celiuskin
Simion Ivanovici Celiuskin (n. 1700 – d. 1760) a fost un navigator rus. A explorat țărmul de vest al Peninsulei Taimîr (1741) și a atins pentru prima dată cel mai nordic punct al Asiei, care azi îi poartă numele (capul Celiuskin).